# Gregory Carigiet
Gregory Carigiet né le 3 mars 1987 à Coire est un lugeur suisse.

## Carrière
Il fait ses débuts en équipe nationale en 2004, puis participe à ses premières courses en Coupe du monde lors de la saison 2006-2007. Il a obtenu son premier podium en janvier 2014 à Königssee en prenant la troisième place derrière Loch et Zöggeler.
Lors de sa première participation aux Jeux olympiques d'hiver à Sotchi en 2014, il a terminé douzième en individuel.

## Palmarès

### Championnats du monde
- 6 participations depuis 2007
- Meilleur résultat : 13e en 2013 à Whistler.

### Coupe du monde
- Meilleur classement général : 9e en 2014.
- 1 podium : 1 troisième place